# Ryan Donk
Ryan Donk (Amszterdam, 1986. május 30. –) holland labdarúgó, 2023. július 1. óta klub nélküli.

## Pályafutása

### Klubcsapatban
Ryan Donk kívülállóként vett részt az RKC Waalwijk 2005–06-os szezonjában, és lejáró szerződéssel a zsebében úgy gondolta, magasabb szintre kell lépni. Először az AZ közelített felé, megelőzve ezzel az AFC Ajaxot, a PSV Eindhovent, sőt még a spanyol gigász FC Barcelona is érdeklődést mutatott. De Donk az AZ-t választotta, ahol a Hamburger SV-hez távozó védőt, Joris Mathijsent kellett helyettesítenie, úgy gondolta, ez a legjobb lehetőség a fejlődésére. A kezdetekkor az AZ egy szezonra vissza akarta kölcsönözni az RKC Waalwijknak, de Donk ezt nem akarta, úgy volt vele, ha nem játszik, legalább gyakorolhat a nagyszerű csatárokkal (Shota Arveladze, Danny Koevermans és Mousa Dembélé). Végül kiharcolta helyét a kezdőcsapatban, képességeivel lenyűgözte az AZ-t.
2008. augusztus 31-én Donk egy évre a West Bromwich Albion-hoz került kölcsönbe. 2008. szeptember 28-án a Middlesbrough elleni, idegenbeli 1–0-s siker alkalmával mutatkozott be.
A 23 éves korábbi holland U21-es Európa-bajnok labdarúgó a 2009–2010-es szezonban az AZ Alkmaar mezét a Jupiler League-es Club Brugge szerelésére cserélte 2009. június 26-án.

## Válogatottban
2007-ben Donkot Foppe de Haan behívta a Jong Oranje a hazai rendezésű, Európa-bajnokságra készülő keretébe. Donk részt vett az első két meccsükön (Izrael, 1–0 és Portugália, 2–1), két győzelemmel bebiztosították az elődöntőbe jutást, és a 2008-as olimpián való részvételt. A torna alatt húga autóbalesetet szenvedett. Donk elhagyta a holland keretet egy napra, és azután tért vissza, hogy megbizonyosodott róla, hogy a hölgy jobban van. Miután biztossá vált az elődöntőbe jutás, Donk levette mezét, ami alatt az alábbi feliratú póló volt: "Dit toernooi is voor jou, ik hou van je." (Ez a torna neked szól! Szeretlek!), ezzel támogatva húgát. Az Anglia elleni elődöntőben (1–1, 13–12 32 büntetőrúgás után) Donk gólpasszt adott Maceo Rigtersnek, hogy ő a 90. percben megszerezze az egyenlítő gólt, ami ollózásból született, ezzel hosszabbításra mentve a meccset. Donk volt az egyetlen holland játékos, a pályán, akinek nem kellett büntetőt lőni, mivel az egyik angol játékos (Nedum Onuoha) megsérült, nem tudott lőni, Angliának pedig nem volt több cseréje. A hollandok megvédték 2006-ban elnyert címüket, miután a döntőben Szerbiát 4–1-re verték. A tornán való részvétel után Donkot behívták a holland keretbe, amit augusztus 6-án a www.nonstopshows.com-on jelentették be.

## Játékstílusa
Játékstílusát gyakran Jaap Stam-hoz hasonlítják.

## Fordítás
Ez a szócikk részben vagy egészben  a   Ryan Donk című angol Wikipédia-szócikk ezen változatának fordításán alapul.  Az eredeti cikk szerkesztőit annak laptörténete sorolja fel. Ez a jelzés csupán a megfogalmazás eredetét és a szerzői jogokat jelzi, nem szolgál a cikkben szereplő információk forrásmegjelöléseként.